# ام‌اس اسلوفیورد (۱۹۴۹)
ام‌اس اسلوفیورد (۱۹۴۹) (به انگلیسی: MS Oslofjord (1949)) یک کشتی بود که طول آن ۱۶۶٫۲۳ متر (۵۴۵ فوت ۴ اینچ) بود.